# Culex arboricolus
Culex arboricolus är en tvåvingeart som beskrevs av Galindo och Mendez 1961. Culex arboricolus ingår i släktet Culex och familjen stickmyggor.
Artens utbredningsområde är Panama. Inga underarter finns listade i Catalogue of Life.